# Deister (cheval)
Pour les articles homonymes, voir Deister.
Deister est un cheval hongre allemand, du stud-book Hanovrien. Né le 10 février 1971, ce grand poulain bai toise 1,71 m au garrot à l'âge adulte. Originellement pressenti pour devenir un cheval de dressage, il devient la monture du cavalier de saut d'obstacles Paul Schockemöhle, avec qui il est triple champion d'Europe de cette discipline. Devenu une célébrité en Allemagne, Deister meurt le 27 août 2000. Une statue de sa tête a été érigée à Osterbruch.

## Histoire
Ce grand poulain naît le 10 février 1971 à l'élevage de Hermann Hahl, à Osterbruch, dans le land de Basse-Saxe en Allemagne. Il est nommé d'après les monts Deister. Il est vendu aux enchères de Verden en novembre 1974, au prix de 17 000 Deutsches Marks, pour devenir un cheval de dressage, car il a terminé second d’un test important dans cette discipline. La vente aux enchères d'élite, qui précède la vente aux enchères en novembre, ne l'a pas autorisé. Il s'avère que Deister n'est pas apte au dressage.
Sa carrière en saut d'obstacles débute à l'âge de 5 ans, dans l'écurie du cavalier allemand Hartwig Steenken, champion du monde de la discipline en 1974, qui l'a acheté. En 1977, Hartwig Steenken étant victime d'un accident de la route, un autre cavalier allemand, Paul Schockemöhle, rachète son piquet de chevaux,.
Malgré le caractère difficile de Deister, cette rencontre marque le début de la domination du couple sur les terrains de concours internationaux.

## Description
Deister est un hongre du stud-book Hanovrien, de robe bai foncé. Il toise 1,71 m. Il est réputé particulièrement émotif.
Il présente une particularité dans son style sur les barres, qui rend sa technique de saut impressionnante : une façon de tourner ses postérieurs à la fin du passage d'un obstacle. Cette originalité est expliquée par sa grande sensibilité et son profond respect des barres. Il est toutefois à noter la réflexion de Pierre Durand qu'il rapporte dans son livre Jappeloup, sorti en 2012. Décrivant l'échauffement et le parcours de Paul Schockemöhle avec Deister lors du championnat du monde d'Aix-la-Chapelle en 1986, le cavalier français aborde le sujet controversé du barrage du cheval d'obstacles, pour les rendre plus respectueux des obstacles.
Il est entraîné tous les jours par sa palefrenière.

## Palmarès
Paul Schockemöhle et Deister remportent notamment trois titres de champion d'Europe en individuel en 1981, 1983 et 1985,.
- 1979 : médailles d'argent par équipe et individuelle aux championnats d'Europe de Rotterdam aux Pays-Bas
- 1981 : médailles d'or par équipe et individuelle aux championnats d'Europe de Munich en Allemagne[10],[11]
- 1982 : vainqueur du derby d'Hickstead[12]
- 1983 : médaille d'or individuelle aux championnats d'Europe de Hickstead en Grande-Bretagne[10],[11]
- 1984 : médaille de bronze par équipe aux Jeux olympiques de Los Angeles aux États-Unis et vainqueur du CHIO d’Aix-la-Chapelle[13]
- 1985 : médaille de bronze par équipe et médaille d'or individuelle aux championnats d'Europe de Dinard en France[10],[11]
- 1986 : vainqueur du derby d'Hickstead[12]
- Le couple remporte 5 championnats d’Allemagne en 1980, 1982, 1983, 1986 & 1987[11]

## Pedigree
| Origines de Deister             | Origines de Deister               | Origines de Deister          | Origines de Deister  |
| ------------------------------- | --------------------------------- | ---------------------------- | -------------------- |
| Père Diskant 1957 Hanovrien     | Dwinger 1938 Hanovrien            | Detektiv 1922 Hanovrien      | Desmond 1909         |
| Père Diskant 1957 Hanovrien     | Dwinger 1938 Hanovrien            | Detektiv 1922 Hanovrien      | Kalabaka 1915        |
| Père Diskant 1957 Hanovrien     | Dwinger 1938 Hanovrien            | Flintje 1929 Hanovrien       | Flint 1915           |
| Père Diskant 1957 Hanovrien     | Dwinger 1938 Hanovrien            | Flintje 1929 Hanovrien       | Dakiza 1918          |
| Père Diskant 1957 Hanovrien     | Atpalme 1952 Hanovrien            | Altmaerker 1940 Hanovrien    | Alparis 1925         |
| Père Diskant 1957 Hanovrien     | Atpalme 1952 Hanovrien            | Altmaerker 1940 Hanovrien    | Almenlied 1935       |
| Père Diskant 1957 Hanovrien     | Atpalme 1952 Hanovrien            | Falkenkette 1944 Hanovrien   | Falkner III 1926     |
| Père Diskant 1957 Hanovrien     | Atpalme 1952 Hanovrien            | Falkenkette 1944 Hanovrien   | Flimmer II Mare 1936 |
| Mère Adlerklette 1960 Hanovrien | Adlerschild 1943 Pur-sang anglais | Ferro 1923 Pur sang anglais  | Landgraf 1914        |
| Mère Adlerklette 1960 Hanovrien | Adlerschild 1943 Pur-sang anglais | Ferro 1923 Pur sang anglais  | Frauenlob 1915       |
| Mère Adlerklette 1960 Hanovrien | Adlerschild 1943 Pur-sang anglais | Akazie 1938 Pur sang anglais | Alchimist 1930       |
| Mère Adlerklette 1960 Hanovrien | Adlerschild 1943 Pur-sang anglais | Akazie 1938 Pur sang anglais | Artischocke 1932     |
| Mère Adlerklette 1960 Hanovrien | Angelheldin 1950 Hanovrien        | Anfender 1943 Hanovrien      | Abendsport* 1935     |
| Mère Adlerklette 1960 Hanovrien | Angelheldin 1950 Hanovrien        | Anfender 1943 Hanovrien      | Feldmuetze 1934      |
| Mère Adlerklette 1960 Hanovrien | Angelheldin 1950 Hanovrien        | Alsterzeitung 1937 Hanovrien | Alter Fritz 1931     |
| Mère Adlerklette 1960 Hanovrien | Angelheldin 1950 Hanovrien        | Alsterzeitung 1937 Hanovrien | Avignon 1931         |

## Postérité

Statue en hommage à Deister, à Osterbruch.

D'après son cavalier, Deister était connu dans toute l'Allemagne à l'époque de ses succès, y compris de non-cavaliers. Une statue à son hommage, représentant sa tête, a été créée à Osterbruch, en Allemagne. Deister reste connu, et présent sur les publications de Paul Schockemöhle.